# Linje B (Rom Metro)
Linje B er en metrolinje, der betjenes i Rom i Italien, og er en del af Rom metro. Linjen har 26 stationer og har 3 endestationer.